# Elephantomyia (Elephantomyodes) argenteocincta
Elephantomyia (Elephantomyodes) argenteocincta is een tweevleugelige uit de familie steltmuggen (Limoniidae). De soort komt voor in het Oriëntaals gebied.